# Potentilla lignipes
Potentilla lignipes är en rosväxtart som beskrevs av Henry Hurd Rusby. Potentilla lignipes ingår i Fingerörtssläktet som ingår i familjen rosväxter. Inga underarter finns listade i Catalogue of Life.